# Stefano Oppo
Stefano Oppo, né le 12 septembre 1994 à Oristano, est un rameur italien.

## Carrière
Il débute les compétitions au Circolo Nautico de Torre Grande, dans sa ville natale. En 2010, il passe les tests pour entrer dans le collège de l'équipe nationale à Piediluco. Son début international se fait aux Championnats d'Europe juniors de 2011 en obtenant la médaille d'or du huit, poids légers. En 2012, il obtient deux médailles d'or au quatre sans barreur, aux Championnats d'Europe et aux Championnats du monde. En 2013, il devient champion du monde des moins de 23 ans au quatre sans et remporte la médaille d'or à Chungju sur huit. En 2015, il se classe à la sixième place du quatre sans barreur, ce qui le qualifie pour les Jeux olympiques de Rio de Janeiro. En deux de couple poids légers en 2017, il remporte la médaille d'argent aux Mondiaux et la médaille de bronze aux Championnats d'Europe.
Il est médaillé d'or en deux de couple poids légers aux Jeux méditerranéens de 2018.
Aux Championnats d'Europe d'aviron 2019 et aux Championnats du monde d'aviron 2019, il est médaillé d'argent en deux de couple poids légers.

## Palmarès

### Jeux Olympiques
- 2020 à Tokyo,  Japon
  -  Médaille de bronze en deux de couple poids légers
- 2024 à Paris,  France
  -  Médaille d'argent en deux de couple poids légers

### Championnats du monde
- 2013 à Chungju,  Corée du Sud
  -  Médaille d'or en huit.
- 2017 à Sarasota,  États-Unis
  -  Médaille d'or en deux de couple poids légers.
- 2018 à Plovdiv,  Bulgarie
  -  Médaille d'or en deux de couple poids légers.
- 2019 à Ottensheim,  Autriche
  -  Médaille d'or en deux de couple poids légers.

### Championnats d'Europe
- 2017 à Račice,  Tchéquie
  -  Médaille de bronze en deux de couple poids légers.
- 2018 à Glasgow,  Royaume-Uni
  -  Médaille de bronze en deux de couple poids légers.
- 2019 à Lucerne,  Suisse
  -  Médaille d'argent en deux de couple poids légers.
- 2021 à Varèse,  Italie
  -  Médaille de bronze en deux de couple poids légers.
- 2022 à Munich,  Allemagne
  -  Médaille d'argent en deux de couple poids légers.